# Aeroportul Jungseok
Aeroportul Jungseok (IATA: JDG, ICAO: RKPD) este un aeroport din Jeju, Coreea de Sud ce deservește zona insula Jeju.
Situat la o altitudine de 347 m, aeroportul dispune de o singură pistă.